# Düdinghausen (Medebach)
Düdinghausen ist der nördlichste Stadtteil von Medebach im Hochsauerlandkreis in Nordrhein-Westfalen. Die Gemeinde hat 462 Einwohner (Stand: Februar 2021).

## Geographische Lage

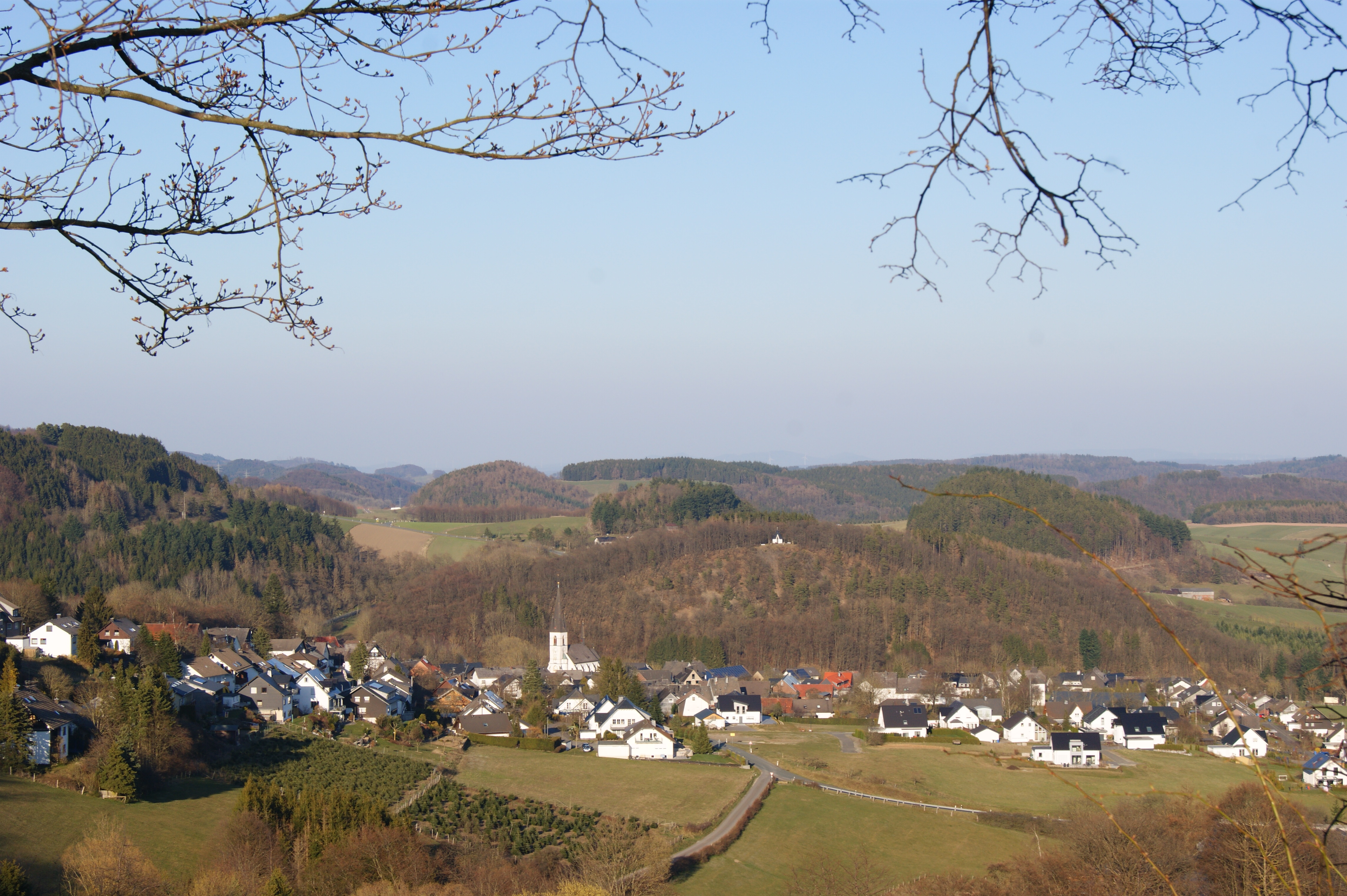
Die Natur um Düdinghausen

Düdinghausen liegt im Nordostteil des Rothaargebirges knapp 7,5 km nordnordwestlich der Medebacher Kernstadt und etwa 1,5 km (je Luftlinie) östlich der Kalied (744,8 m), einem Ausläufer der Kahlen Pön (775,3 m), auf rund 472 m ü. NHN. Im Naturpark Sauerland-Rothaargebirge gelegen wird es von der Prisebecke, einem Zufluss der Wilden Aa, durchflossen. 

## Geschichte
1194 tritt das Kloster Flechtdorf urkundlich als Grundherr in Erscheinung. 1197 wird das Dorf Düdinghausen erstmals im Güterregister des Klosters Corvey erwähnt. Bedingt durch seine Lage als Grenzdorf zwischen der Grafschaft Waldeck und dem Kurfürstentum Köln. 1334, durch Verpfändung der Edelherren zu Büren gehört der Ort bis 1548 zur Grafschaft Waldeck. 1529 wird die Reformation eingeführt. In der Zeit von 1539 bis 1663 wechselt die Freigrafschaft sechsmal die Besitzer, aber auch die Konfession. (Büren, dann Kurköln und Waldeck). 1650, nach dem Dreißigjährigen Krieg beginnt eine Auflehnung der Dörfer der Freigrafschaft Düdinghausen gegen die Wiederzuordnung zu Waldeck. Erst 1663 erfolgt die Teilung, das Dorf kommt zu Kurköln. Die Waldecker Grafen behalten aber die alte Kirche und umfangreiches Kirchenland. Sie siedeln elf protestantische Familien auf ihrem Kirchenland an. Zwischen 1710 und 1810 baut sich daraus weiteres Konfliktpotential zwischen dem protestantischen Waldeck und dem katholischen Kurköln auf, das zu handgreiflichen Auseinandersetzungen führt. Im Ringen um die Vorherrschaft war jahrhundertelang die Freigrafschaft Düdinghausen ein Streitobjekt zwischen Waldeck und Köln. 1802 wechselt erneut der Besitzer, das Dorf kommt zur Landgrafschaft Hessen-Darmstadt. Im Jahr 1807 gibt das Fürstentum Waldeck sein Pächterrecht an Hessen ab. 1810 wird die protestantische Kirche wegen Baufälligkeit abgerissen, Protestanten leben keine mehr im Ort. 1816 kommt Düdinghausen zum Königreich Preußen. 1841 erlangte das Dorf den Status einer eigenständigen politischen Gemeinde, welchen es bis zur Gebietsreform im Jahre 1969 behielt. Seitdem ist Düdinghausen ein Stadtteil von Medebach.
Insbesondere die ständigen Besitzer- und Herrschaftswechsel behinderten die Entwicklung des Dorfes und führten zu einer ständigen wirtschaftlichen Not der hier ansässigen Bauern. Diese Lage besserte sich erst, wenn auch nur langsam, nachdem die Höfe zwischen 1820 und 1850 von den mittelalterlichen Lehen und Lasten befreit wurden.
Die Not führte dazu, dass das Drechslerhandwerk als Nebenerwerb eine zunehmende Bedeutung bekam. So wurde hier 1934 der größte Holz-Bierkran der Welt gefertigt, bis heute wird dieses Handwerk ausgeübt.
Am 1. Juli 1969 wurde Düdinghausen durch das Gesetz zur Neugliederung von Gemeinden des Landkreises Brilon nach Medebach eingemeindet.

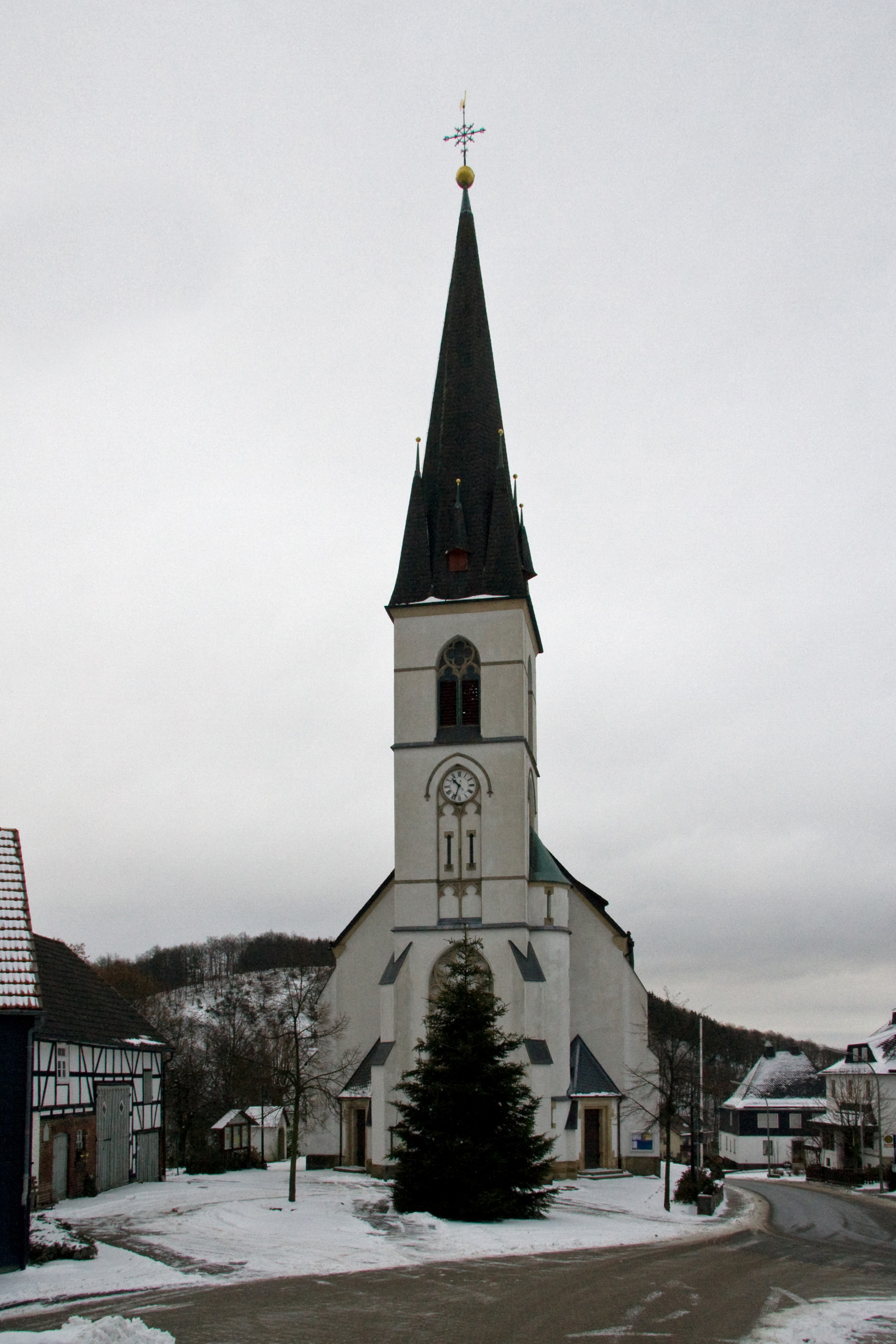
Pfarrkirche St. Johannes

## Wappen
Der dreifach gegliederte Schild zeigt im rechten Feld das Schwert (weißes (silbernes) Schwert auf schwarzem Grund) als Zeichen der Freigrafschaft mit der alten Gerichtsbarkeit, im linken Feld das kurkölnische Kreuz (schwarzes Kreuz auf weißem (silbernem) Grund), weil Kurköln hier durch Jahrhunderte die Landeshoheit besaß. Der Waldecker Stern im unteren Teil des Wappens (schwarzer Stern auf gelbem (goldenem) Grund) weist auf die Verbindung mit der Geschichte des Waldecker Landes bis ins 19. Jahrhundert hin.

## Kirche
Am 16. Mai 1900 wurde der Grundstein für die heutige denkmalgeschützte neugotische Kirche gelegt. Als Fundament dienten die Steine der alten, abgebrochenen Kirche.

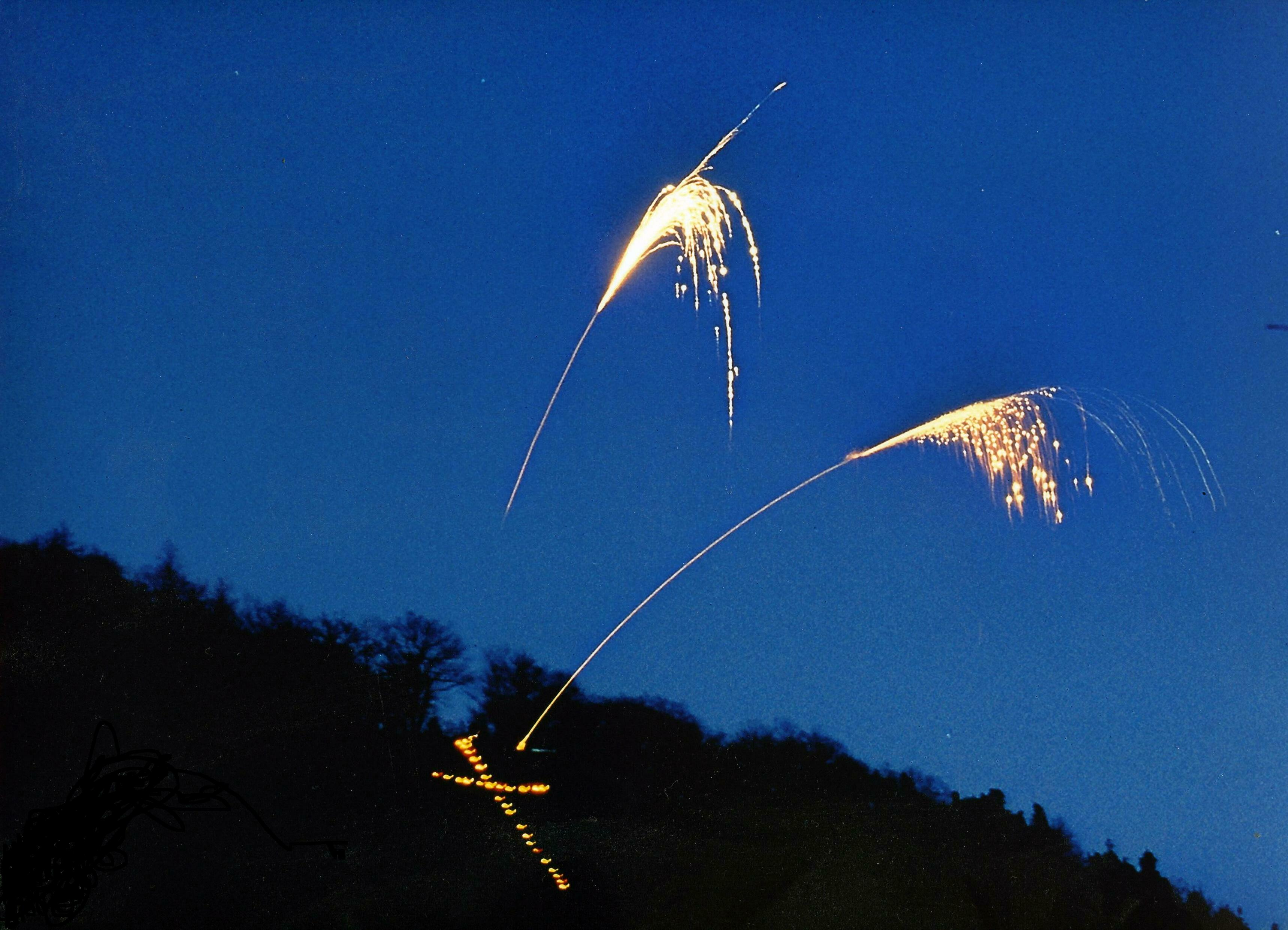
Osterkreuz auf einem Berg in Düdinghausen

## Kultur
Das traditionelle Osterbrauchtum (Osterkreuz) ist für diese Region einzigartig. 
In der 1910 für den Pfarrer gebauten „Pastorenscheune“ richtete der Heimat- und Verkehrsverein Düdinghausen im Jahre 2000 ein Heimathaus ein, das Drechseldorf-Museum. Es zeigt die dörfliche Lebenswelt um 1900: die Wohnstube mit dem Herrgottswinkel und die Schlaf- und Drechselstube („Dreggestobe“). Die Ausstellung zeigt unter anderem historische Drechselbänke und veranschaulicht die Geschichte des im Dorf einst bedeutenden Handwerks der Drechsler.

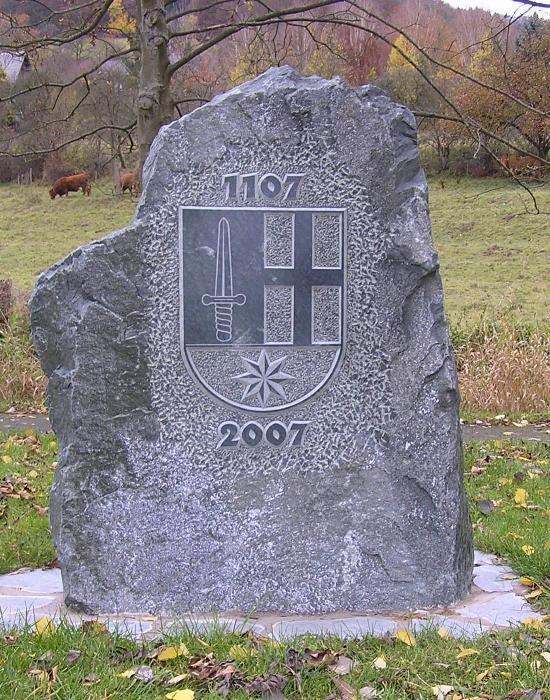
900 Jahre Düdinghausen

## Vereine
- Heimat- und Verkehrsverein Düdinghausen e. V.
- Bürgerschützenverein Düdinghausen e. V.
- Sportverein Düdinghausen e. V.
- Renn-Sport-Club-Düdinghausen e. V.
- Country Club Düdinghausen e. V.
- Musikverein Düdinghausen e. V.
- Ortsbeirat Düdinghausen e. V.
- Gesangsverein Düdinghausen
- Skiliftgemeinschaft
- Feuerwehr Düdinghausen
- Frauengemeinschaft (KFD)
- Jagdgenossenschaft
- Kirchenchor
- MTB-Gruppe
- Pfarr-Caritas
- Pfarrgemeinde
- Reservistenkameradschaft